# Lochan Uaine
Lochan Uaine ist ein schottischer Süßwassersee. Er liegt in den Cairngorm Mountains in der Council Area Aberdeenshire etwa 16 Kilometer südöstlich von Aviemore. 
Lochan Uaine hat eine weitgehend ovale Form und ist circa 300 m lang und im Mittel etwa 170 m breit. Der See liegt auf eine Höhe von 953 Metern und damit höher als fast alle anderen schottischen Seen. Die Ufer von Lochan Uaine sind gänzlich unbewohnt und zeigen sich vollständig als Grasland. Der See liegt im Cairngorms National Park und ist ein Ziel für Wanderer.